# 藏坝乡
藏坝乡，是中华人民共和国四川省甘孜藏族自治州理塘县下辖的一个乡镇级行政单位。

## 行政区划
藏坝乡下辖以下地区：
安多村、扎西村、亚中村、固中村、信乃村、逸挥村和甲空村。